# 馮欽哉
馮欽哉（1890年4月11日—1963年1月22日），旧名敬桂、精一、敬業，字欽哉，以字行，山西省蒲州府万泉县人，中華民国二級上將。先后隶属国民軍、国民革命軍、西北軍。楊虎城的得力部下。

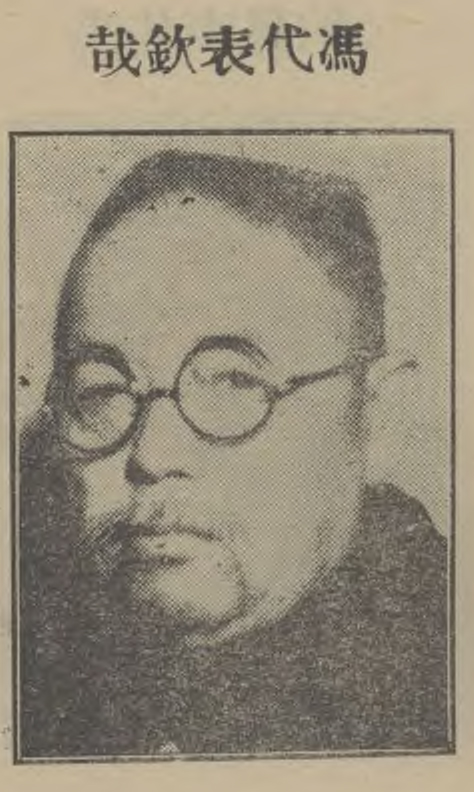

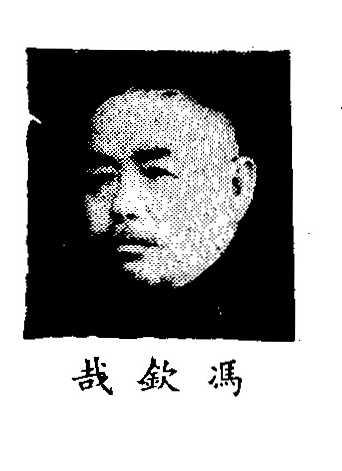

## 生平

### 早年生涯
1909年（宣統元年）馮欽哉加入中国同盟会。翌年春，入山西優級師範学堂学习。1913年（民国2年），参加閻錫山組織的「征蒙队」，任偵察員。同年冬，加入晋軍。1914年（民国3年）2月赴綏遠特别区，任綏遠将軍張紹曾手下的罰款局局長。
1918年（民国7年），赴陝西省加入胡景翼率领的靖国軍。他被靖国軍将领楊虎城招为部下，後任靖国軍第3路第3团团長。1925年（民国14年），任国民軍第3軍第3師第6旅旅長。1927年（民国16年）春，升任国民革命軍第2集团軍第10軍第1師師長。1928年（民国17年）秋，随着军队縮編，他改任第2集团軍暫編第21師第1旅旅長。
1929年（民国18年）4月，楊虎城叛离馮玉祥投靠蒋介石，馮欽哉跟随杨虎城，调任新編第14師的旅長。1931年（民国20年）4月，升任第42師師長。翌年升任第7軍軍長，兼任陝西省政府委員。1936年（民国25年）1月，获授陸軍少将位。西安事变後的翌年1月，任第27路軍总指揮。自此馮欽哉脱离了杨虎城所率的西北軍。

### 抗日战争以後
同年9月，馮欽哉被任命为第二战区第14軍团軍团長，翌月代理第14集团軍总司令。同年夏，任山西宣慰使。10月，任第一战区副司令長官，驻洛陽。1941年（民国30年），任察哈爾省政府主席。
抗日战争勝利後的1946年（民国35年）10月，任第十一战区副司令長官。他还兼任張家口綏靖公署副主任，并当选制憲国民大会代表。1947年（民国36年）12月，馮欽哉就任国民政府主席北平行轅副主任。翌年8月，任華北剿匪总司令部副总司令（总司令：傅作義）。
1949年（民国38年）1月，傅作義北平和平解放，馮欽哉下野成为北京民間人士。1956年夏，加入中国国民党革命委員会（民革），任北京市民革第13支部委員，同年冬任北京市第1届政治協商会議委員。
1958年反右派斗争中，馮欽哉被打成右派分子，被民革除名。翌年，他因被指控对楊虎城失势及死亡负有责任而遭到收監，1961年才因病獲释。
1963年1月22日，馮欽哉在西安病逝。享年74岁（满72歳）。1980年4月，民革北京市委員会确认馮欽哉的右派認定错误，为其恢复了名誉。